# Хемфрис, Эндрю
Эндрю Аткинсон Хемфрис (англ. Andrew Atkinson Humphreys; 2 ноября 1810, Филадельфия, Пенсильвания — 27 декабря 1883, Вашингтон) — американский военный, гражданский инженер и генерал армии Союза во время американской гражданской войны. Служил командиром дивизии, командиром корпуса, начальником штаба и главным инженером армии Союза.

## Ранние годы
Хемфрис родился в Филадельфи, штат Пенсильвания, в семье инженеров. Его дед, Джошуа, некогда разработал проект броненосца «USS Constitution». Эндрю окончил колледж Назерет-Холл, а в 1827 поступил в военную академию Вест-Пойнт, которую окончил в 1831 году 13-м в классе по успеваемости. После выпуска он был определён вторым лейтенантом во 2-й артиллерийский полк. Он служил в различных гарнизонах и занимался топографией. 16 августа 1836 стал первым лейтенантом, в том же году участвовал в семинольских войнах и уволился из армии 30 сентября 1836 года.
7 июля 1838 года Хемфрис вернулся в армию, в инженерный корпус. Служил на различных инженерных должностях и 31 мая 1848 получил звание капитана инженерных войск.
Летом 1860 года входил в комиссию, организованную конгрессом для пересмотра организации, системы и курса обучения в военной академии Вест-Пойнт.

## Гражданская война
Хемфрис встретил гражданскую войну в звании капитана, но 6 августа 1861 года стал майором инженерного корпуса и стал главным инженером Потомакской армии. До марта 1862 он разрабатывал укрепления Вашингтона, а затем сопровождал генерала Макклалена в кампании на вирджинском полуострове. 5 марта 1862 он стал полковником регулярной армии, а 28 апреля получил звание бригадного генерала добровольческой армии. 12 сентября Хемфриз принял командование 3-й дивизией V корпуса Потомакской армии. Дивизия присоединилась к армии 18 сентября, уже после сражения при Энтитеме.
Первым серьёзным сражением в его карьере стало сражение при Фредериксберге. Двубригадная дивизия Хемфриза в тот день произвела последнюю атаку на позиции противника за каменной стеной на высотах Мари.
При этом Хамфриз счел, что главной причиной неудач предыдущих атак были остановки, которые делали северяне, чтобы открыть ответный огонь. Рассчитывая избежать подобных потерь темпа, он приказал своей дивизии идти на штурм с примкнутыми штыками и с незаряженными ружьями. Тем самым Хамфриз повторил ошибку, которую генерал Френч совершил в сражении на Энтитеме, когда он пытался овладеть линией Санкен-Роуд. Штыковая атака была в этих условиях не только бесполезной, но и суицидальной, в чём бравому командиру федеральной дивизии предстояло убедиться на собственном горьком опыте.
Атака была отбита с большими потерями, однако вызвала восхищение командира корпуса, генерала Баттерфилда. «Я не нахожу слов, чтобы выразить своё восхищение военным способностям, храбрости и энергичности, которую проявили дивизионные командиры, генералы Джордж Сайкс, Хемфрис и Чарльз Гриффин», писал он.
Это сражение принесло Хемфрису временное звание полковника регулярной армии. Оно было присвоено ему 13 декабря 1862 года.
Весной 1863 года дивизия Хемфриса была задействована на третий день сражения при Чанселорсвилле. После сражение у его солдат завершились сроки службы и они разошлись по домам. В том же сражении погибли два дивизионных командира III корпуса, а их солдаты по той же причине покинули армию, поэтому 23 мая Хемфриса перевели в III корпус, поручив ему дивизию, набранную из остатков 2-й и 3-й дивизий. (Он стал единственным вест-пойнтцем в III корпусе) В результате к началу геттисбергской кампании его дивизия имела следующий вид:
- Бригада Джозефа Карра
- Бригада Уильяма Брюстера
- Бригада Джорджа Берлинга

Когда 28 июня 1863 генерал Мид стал командиром Потомакской армии, он в первую очередь решил убрать Баттерфилда с должности начальника штаба и предложил это место Хемфризу. Однако, Хемфриз предпочел остаться со своей дивизией.
Утром 1 июля дивизия Хемфриса стояла около Эммитсберга. В 16:00 Хемфрис получил приказ оставить бригаду Берлинга для прикрытия Эммитсберга, а с остальными двумя бригадами направиться к Геттисбергу. Хемфрис несколько задержался и прибыл под Геттисберг только в 01:00 2 июля. III корпус был размещен левее II корпуса, и дивизия Хемфриса стояла на правом фланге корпуса. Дивизия Берлинга вскоре подошла, но Хемфрису было приказано отослать её на усиление дивизии Бирней, пообещав вместо этого помощь от соседней дивизии Калдвелла. Днем генерал Сиклс решил передвинуть корпус вперед, к эммитсбергской дороге. В результате правый фланг Хемфриса оказался открыт. Одновременно командование потребовало у Хемфриса ещё один полк для помощи Бирней, и обещанная дивизия Колдуэлла ушла туда же. Хемфрис отправил полк, запросив у Хэнкока бригаду на усиление себя самого.
Когда была разбита бригада Грэхама у Персикового сада, дивизия Хемфриса попала под удар мисиссипской бригады Барксдейла с фланга, а с фронта её атаковала бригада Уилкокса. Впоследствии Хемфрис писал, что оборонять Эммитсбергскую дорогу было даже тяжелее, чем штурмовать высоты Мари под Фредериксбергом. Дивизия была практически уничтожена. Имея 5 000 человек на начало сражения, она потеряла 171 офицера и 1 917 рядовых.
После Геттисберга Хемфрис получил звание генерал-майора добровольческой армии. Его дивизии более не существовало, поэтому он наконец согласился занять должность начальника штаба армии, и Мид смог избавиться от Баттерфилда.
На этой должности он пробыл во время кампании Бристо, сражения при Майн-Ран, Оверлендской кампании и осады Петерсберга.
Во время сражения при Спотсильвейни, когда командование потеряло веру в Уоррена, командира V корпуса, Хемфрис был направлен для наблюдения за Уорреном и его корпусом. 12 мая Уоррен отказывался бросать свой корпус в бессмысленные атаки на высоту Лоурел-Хилл, но Хэмфрис убедил его выполнить приказ. Атака началась, но очень быстро захлебнулась. Хемфрис понял, что Уоррен был прав в оценке позиций противника и отозвал атаку под свою ответственность. Это спасло Уоррена от отставки — командование уже было готово забрать у него корпус и передать Хемфрису.
В ноябре 1864 был ранен генерал Хэнкок и Хемфрис стал командиром II корпуса, которым руководил на последних стадиях боев за Петерсберг и во время преследования генерала Ли к Аппоматтоксу. 13 марта он получил временное звание бригадного генерала регулярной армии за Геттисберг и, в тот же день, временное звание генерал-майора за Сайлерс-Крик.

## Послевоенная деятельность
С 28 июля по 9 декабря 1865 ода Хемфрис командовал дистриктом Пенсильвания, затем занимался дамбами на реке Миссисипи, а 31 августа 1866 года уволился из рядов добровольческой армии. Он стал командиром инженерного корпуса регулярной армии и 8 августа стал бригадным генералом и главным инженером армии США.
30 июня 1879 года Хемфрис уволился из армии США, где прослужил 40 лет.
В отставке Хэмфрис изучал философию, а также написал несколько воспоминаний о войне, изданных в 1883 году: «From Gettysburg to the Rapidan» и «The Virginia Campaign of '64 and '65». Он умер в Вашингтоне.
В годы I мировой войны именем Хемфриса назвали военный лагерь, который в 1930 году переименовали в Форт-Белвуар.